# ARIN
ARIN (American Registry for Internet Numbers) は、メキシコを除く北米と一部、カリブ海・大西洋エリア、南極大陸周辺エリアを管轄する地域インターネットレジストリ (RIR) である。

## 概要
ARINは1997年12月、当時InterNICとして動いていたネットワーク・ソリューションズ社のIPアドレスやAS番号などのインターネットリソースの管理部門が、非営利団体として独立する形で設立された。
設立当初は北米・中米・南米・カリブ海エリアに加えて、アフリカの南側や南極周辺エリアを含む広大なエリアを管轄していたが、2002年に中米・南米・一部を除くカリブ海エリアは、新設されたLACNICに移管され、続く2005年にはアフリカエリアの管轄を同じく新設されたAfriNICに移管し、現在に至る。
業務内容はRIRとして、IPアドレスやAS番号の配分・管理業務のほか、ルーティング情報の提供、自身が配分したIPアドレスやAS番号についてのWHOISサーバの管理を行っており、本部はアメリカのバージニア州にある。

## ARINに参加している国家・地域

地域インターネットレジストリの管轄地域

2002–2005年の管轄地域

2002年以前の管轄地域

- イギリス領ヴァージン諸島
- アメリカ
- アメリカ領有小離島
- アメリカ領ヴァージン諸島
- アンギラ
- アンティグア・バーブーダ
- カナダ
- グアドループ
- グレナダ
- ケイマン諸島
- サン・バルテルミー島
- サンピエール島・ミクロン島
- サン・マルタン
- ジャマイカ
- セントクリストファー・ネイビス
- セントビンセント・グレナディーン
- セントヘレナ
- セントルシア
- タークス・カイコス諸島
- ドミニカ
- 南極大陸
- ハード島・マクドナルド諸島
- バハマ
- バミューダ諸島
- バルバドス
- ブーベ島
- プエルトリコ
- マルティニーク
- モントセラト